# جورج شابيرو
جورج شابيرو (بالإنجليزية: George Shapiro)‏ هو وكيل مواهب أمريكي، ولد في 18 مايو 1931.

## وصلات خارجية
- جورج شابيرو على موقع IMDb (الإنجليزية)
- جورج شابيرو على موقع قاعدة بيانات برودواي على الإنترنت (الإنجليزية)
- جورج شابيرو على موقع قاعدة بيانات الفيلم (الإنجليزية)